# Руденко, Дмитрий Аристархович
Дмитрий Аристархович Руденко — советский хозяйственный, государственный и политический деятель.

## Биография
Родился в 1891 году в Фастове. Член КПСС с года.
С 1912 года — на хозяйственной, общественной и политической работе. В 1912—1966 гг. — в эксплуатационной службе железной дороги, участник Первой мировой войны, рядовой жел.-дор. батальона, производитель работ, главный инженер и начальник строительных дистанций, главный инженер Киевдорстроя и Укрдорстройтреста, главный инженер и начальник ряда дорожно-строительных управлений, участник Великой Отечественной войны, главный инженер и начальник 3-го Военно-дорожного управления, начальник ДСУ в Украинской ССР, профессор, заведующий кафедры организации и мехнизации дорожно-строительных работ Киевского автодорожного института.
За проектирование и скоростное строительство автомагистрали был в составе коллектива удостоен Сталинской премии второй степени в области строительства 1951 года.
Умер после 1966 года.